# Michelle Olsen
Michelle Olsen – nowozelandzka judoczka.
Brązowa medalistka mistrzostw Oceanii w 1998 i 2000. Trzecia na mistrzostwach kraju w 1998 roku.